# Nerocila donghaiensis
Nerocila donghaiensis là một loài chân đều trong họ Cymothoidae. Loài này được Yu & Li miêu tả khoa học năm 2002.